# Католицька церква в Мексиці
Като́лицька це́рква в Ме́ксиці — найбільша християнська конфесія Мексики. Складова всесвітньої Католицької церкви, яку очолює на Землі римський папа. Керується конференцією єпископів. Станом на 2004 рік у країні нараховувалося близько 123 393 000 католиків (86,67% від усього населення). Існувало 90 діоцезій, які об'єднували 6101 церковних парафій.  Кількість  священиків — 14 618 (з них представники секулярного духовенства — 11 016, члени чернечих організацій — 3602), постійних дияконів — 744, монахів — 6509, монахинь — 29 051.

## Статистика
Згідно з «Annuario Pontificio» і Catholic-Hierarchy.org:
| Рік | Населення | Населення | Населення | Священики | Священики | Священики | Священики           | Диякони | Ченці    | Ченці | Парафії |
| Рік | католики  | загалом   | %         | загалом   | секулярні | ченці     | вірних на священика | Диякони | чоловіки | жінки | Парафії |
| --- | --------- | --------- | --------- | --------- | --------- | --------- | ------------------- | ------- | -------- | ----- | ------- |

## Діоцезії
Шаблон:Католицька церква в Мексиці